# محوطه چشمه مورینه ۲
محوطه چشمه مورینه ۲ مربوط به عصر مس و سنگ - عصر برنز است و در شهرستان گیلانغرب، بخش مرکزی، دهستان چله، ۶۵۰ متری جنوب روستای چشمه مورینه واقع شده و این اثر در تاریخ ۱۸ اسفند ۱۳۸۷ با شمارهٔ ثبت ۲۴۹۰۷ به‌عنوان یکی از آثار ملی ایران به ثبت رسیده است.